# Живопись Нидерландов

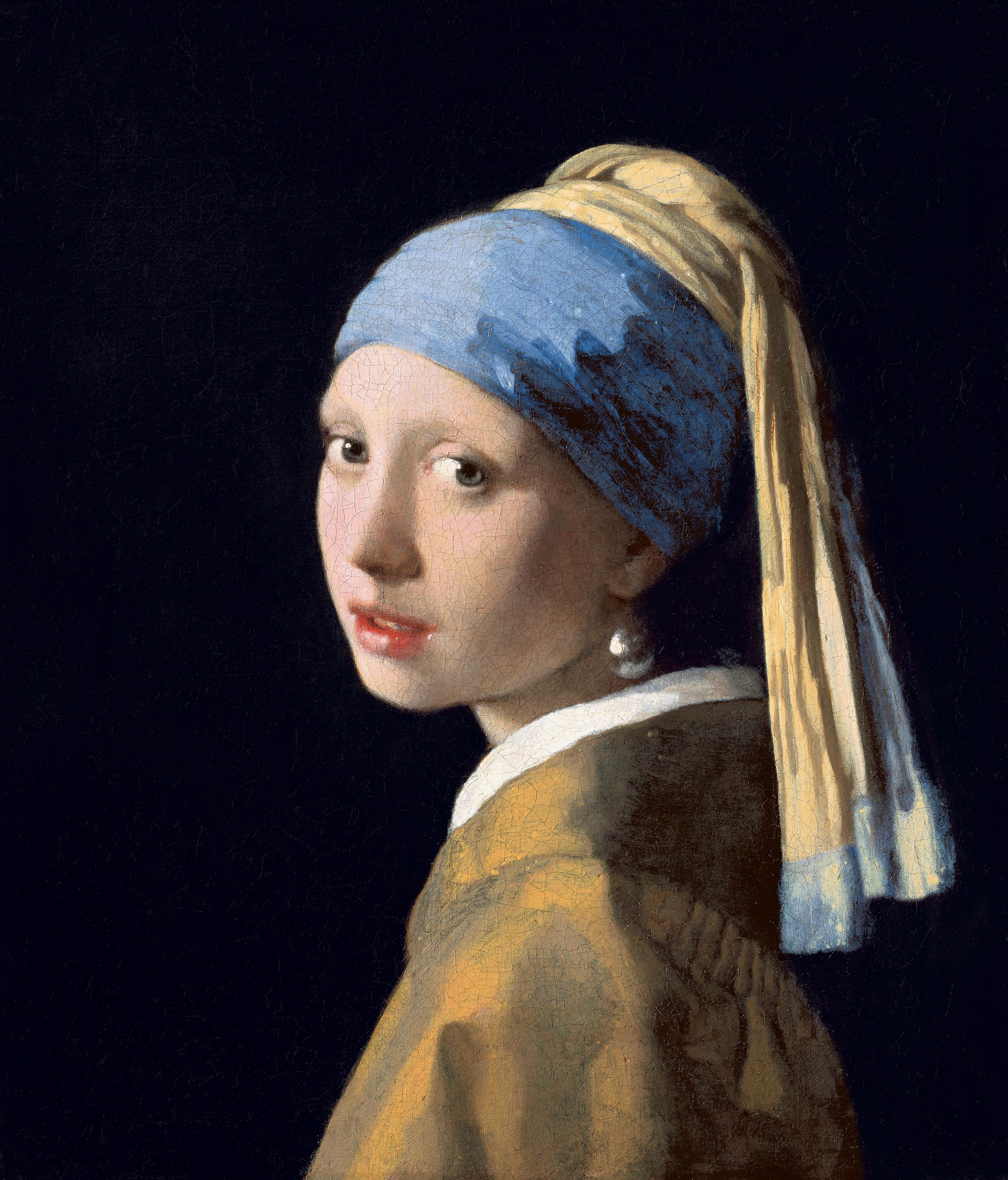

Живопись Нидерландов, голландская живопись — история развития изобразительного искусства на территории Нидерландов и современной Бельгии (отделившейся от Нидерландов в 1830 году).
В связи с изменением политических границ государств в 15-19 веках, принято различать глобальную нидерландскую живопись и то, что происходило на южных территориях — более узкую фламандскую живопись (nl:Vlaamse schilderkunst, en:Flemish painting) — на территории современных Франции, южных Нидерландов и преимущественно Бельгии. До 1580 года (политического разделения Северных и Южных Нидерландов) «нидерландский» и «фламандский» употребляют обычно как синонимы, но затем стилистическое разделение становится очевидным.

## История

### Средневековье
См.: nl:Pre-Eyckiaanse kunst

### Ранняя нидерландская живопись
Также именуются «фламандские примитивы». Художники: Ян ван Эйк, Рогир ван дер Вейден, Дирк Боутс, Ганс Мемлинг.
Школы и направления:
- Испано-фламандская живопись (es:Hispano flamenco)
- Фламандская манера

### XVI век
См.: nl:Renaissance in de Nederlanden, en:Dutch and Flemish Renaissance painting.
Эпоха Возрождения представлена на этих территориях такими мастерами, как Иероним Босх и Питер Брейгель Старший.
Школы и направления:
- Нидерландский маньеризм (en:Northern Mannerism#Netherlands Mannerism)
- Антверпенский маньеризм (en:Antwerp Mannerism)
- Гарлемская школа живописи (nl:Haarlemse School)
- Утрехтская школа живописи (nl:Utrechtse School (schilderkunst))
- Романизм

### XVII век (Золотой век)
Известными представителями голландской живописи того времени были Рембрандт, Франс Халс, Ян Вермеер, Питер де Хох, Ян Хавикзоон Стен, Герард Терборх, Якоб ван Рёйсдал, Виллем Корнелис Дейстер, Паулюс Бор, Ян Ливенс, Якоб Дук и другие.
Барочная живопись Нидерландов является особенно известной благодаря работам Рубенса и ван Дейка на юге страны, а на севере — Рембрандту ван Рейну.
После падения Антверпена (1585 г.) Фландрия осталась под властью Испании, отделившись от Голландской республики. Хотя многие художники бежали от раздора и хаоса в Испанских Нидерландах, в Антверпене продолжала процветать фламандская живопись в стиле барокко (nl:Vlaamse barokschilderkunst, en:Flemish Baroque painting), в частности антверпенская школа (nl:Antwerpse School) — Рубенс, Антонис ван Дейк, Давид Тенирс, оба Яна Брейгеля и Йорданс. После Восьмидесятилетней войны значение фламандского искусства исчезло.
Школы и течения:
- Малые голландцы
- Делфтская школа живописи
- Голландский натюрморт XVII века
- Караваджисты (en:Caravaggisti#Dutch)
- Утрехтские караваджисты
- Бамбоччанти
- Перелётные птицы (художники)
- en:Fijnschilder
- en:Pronkstilleven
- en:Confrerie Pictura

### XVIII век
По сравнению с предыдущими столетиями, 18 век на данных территориях демонстрирует определённый спад искусств.
Школы, направления и общества:
- en:Felix Meritis

### XIX век
Одним из наиболее знаменитых художников этого столетия является Винсент ван Гог.
Школы и течения:
- Гаагская школа живописи
- Амстердамский импрессионизм (en:Amsterdam Impressionism)
- en:Arti et Amicitiae
- en:Amsterdamse Joffers — женское объединение конца 19 века
- Люминизм
- en:Laren School

### XX век
Одним из наиболее знаменитых художников этого столетия является Пит Мондриан.
Школы и течения:
- Бергенская школа живописи (en:Bergen School)
- en:New Hague School
- nl:De Ploeg (Groningen)
- КОБРА
- Де Стейл
- en:Flemish Expressionism (уже относится к независимой Бельгии)